# Bataille du col de Curlew
Pour les articles homonymes, voir Curlew.
Guerre de Neuf Ans
Batailles
- Clontibret
- Yellow Ford
- Col de Curlew
- Kinsale

La bataille de col du Curlew a eu lieu le 15 août 1599, pendant la campagne du 2e comte d'Essex Robert Devereux dans « la guerre de Neuf Ans », entre une force anglaise, sous le commandement de sir Clifford Conyers, et une force rebelle irlandaise conduite par Red Hugh O'Donnell.
Les Anglais sont pris en embuscade alors qu'ils marchent à travers un passage dans les Curlew Mountains, le col de Curlew, près de la ville de Boyle, dans le nord-ouest de l'Irlande. Ils y sont battus avec de lourdes pertes.

## La campagne
En avril 1599, le comte d'Essex accoste en Irlande avec plus de 17 000 soldats et cavaliers pour écraser la rébellion de Hugh O'Neill et Red Hugh O'Donnell qui s'est propagée de l'Ulster à l’ensemble de l’Irlande. À cette fin, il appuie un ennemi gaélique de O'Donnell, Sir Donogh O'Connor, du comté du Sligo, l'encourageant à reprendre les territoires qu'O'Donnell a occupés.
La ville de Sligo est une excellente base avancée, avec Ballyshannon, située à 35 km au nord-est, et domine un passage à gué à l'ouest du principal passage du pays vers l'Ulster. Les conseillers militaires anglais ont longtemps demandé instamment aux gouvernements de Dublin et de Londres l’occupation de ces points stratégiques.
Le beau-frère de O'Connor, Thibault Burke (fils de Grace O'Malley), est nommé commandant-adjoint, avec un capitaine anglais, d'une force de la Marine de Galway. O'Connor doit les accueillir à Sligo, mais O'Donnell, ayant manœuvré rapidement, assiège O'Connor au château Collooney avec plus de 2 000 hommes dans le but de les affamer, et de faire battre Essex en retraite.
Le comte d'Essex, Robert Devereux n'a donc d'autre choix que de soutenir O'Connor, l'un des rares chefs de la couronne gaélique sur le soutien duquel il puisse compter. Il ordonne au très expérimenté Conyers Sir Clifford — basé à Athlone — de se porter au secours du château à la tête d'une force de 1 500 fantassins et 200 cavaliers anglais. Il espère que l'opération va permettre également de détourner le chef des rebelles, O'Neill, et ainsi de marcher sur son territoire de l'Ulster à travers le sud-est de sa frontière.
O'Donnell confie 300 hommes au château Collooney de son cousin Niall Garve O'Donnell (en) et en envoie 600 autres vers la ville de Sligo pour empêcher le débarquement des renforts anglais sous Thibault sur Long. Il marche ensuite vers Dunavaragh, avec 1 500 de ses hommes, où il est rejoint par des chefs locaux, Conor, Brian MacDermott Oge le jeune, et E. O'Rourke (le fils de Brian O'Rourke), accompagnés de leurs propres fidèles.
Les Irlandais préparent ensuite soigneusement une embuscade aux Anglais dans le col de Curlew-Montaigne. O'Donnell fait abattre des arbres et les fait placer le long de la route pour entraver leur progression. Quand il apprend que les Anglais vont passer par Boyle, O'Donnell y dispose ses hommes ; mousquetaires, archers et lanciers sont placés dans les bois, au bord de la route, pour harceler les Anglais. Le corps principal de l'infanterie gaélique, armé de piques et de haches, est installé à l'abri des regards derrière la crête de la montagne.

## La bataille
Au temps chaud des récoltes, Clifford fait une marche forcée depuis la ville d'Athlone, et passe par Roscommon, Tulsk et Boyle.
À 16 heures, le 15 août, il atteint le pied du mont Curlew (culminant à 280 m) qui doit être franchi pour atteindre la ville de Sligo.
L'expédition est très mal équipée, et les hommes de Clifford sont fatigués et affamés, et probablement pas en état de continuer sur Sligo. Mais Clifford ayant reçu de faux renseignements précisant que le col de Curlew n'est pas défendu, il décide de saisir cette occasion, et il promet à ses troupes qu'elles seraient rassasiées de viande de bœuf dans la soirée. Ses hommes n'ont donc pas le repos décidé à Boyle alors que les Irlandais, de leur côté, sont bien nourris et bien préparés.
Les Anglais sont pris sous le feu dès les premières barricades de O'Donnell, entre Boyle et Ballinafad. La barricade est immédiatement abandonnée, et pendant qu'ils passent et qu'ils attaquent l'ascension de la colline, ils subissent de nouvelles pertes. La route se compose de « pierres de deux ou de trois mètres de large, placées au-dessus du sol, jointes grossièrement avec de la tourbe », et est bordée d'un côté par la lisière d'un bois.
Plus les Anglais avancent, plus le feu des rebelles s'intensifie, et les soldats anglais perdent le contrôle de leurs nerfs.
Finalement, après une fusillade de 90 minutes, l’avant-garde se retrouve à court de poudre et de munitions.
Le commandant de l'avant-garde, Alexander Radcliffe, ne peut plus contrôler ses troupes. Il s'ensuit un mouvement de panique, celles-ci entrant en collision avec la colonne principale. Le commandant tente une charge avec les lanciers qui lui restent, au cours de laquelle il est abattu.
Une fois le désarroi semé dans les rangs anglais, l'infanterie gaélique, dissimulée sur l'autre versant de la colline, se regroupe et combat au coude à coude.
Clifford essaie de reprendre le contrôle de ses hommes, mais est dépassé par la situation ; il réussit cependant à en rallier une partie, mais est tué par un coup de lance alors qu'il charge l'ennemi.
Les Anglais sont défaits, mais échappent au désastre total quand le chef de la cavalerie, Griffin Markham (en) (comptant John Harington dans ses rangs), charge du haut de la colline — « parmi les rochers et les tourbières, là où jamais un cheval n'avait chargé avant » — et repousse les rebelles pour un temps.
Les hommes de Clifford sont poursuivis jusque dans Boyle, où ils trouvent refuge dans une abbaye. Près de 500 soldats anglais sont tués dans la bataille ; les pertes côté gaélique, non enregistrées, sont probablement restées faibles.

## Conséquences
Clifford décapité, sa tête est livrée à Hugh O'Donnell, resté à proximité, sans toutefois prendre part au combat. Pendant que la tête de Clifford est apportée au château de Collooney afin d'intimider ses défenseurs, son corps est transporté au monastère du Lough Key par MacDermott, où il espère pouvoir l'utiliser comme rançon pour ses propres prisonniers. Enfin, le corps ayant reçu une sépulture décente au monastère, on le note à l'époque, Clifford, vers la fin, rêve de sa capture par O'Donnell et de son transport par des moines dans leur couvent.
O'Connor de Sligo abandonne peu après le château, et rejoint les rebelles à contre-cœur. Après la victoire, on signale une augmentation notable du taux de désertion des troupes irlandaises dans les rangs de l'armée de l'Essex, et le comte ordonne que les troupes survivantes soient réparties comme seules aptes à tenir les murs.
Le combat est une embuscade gaélique classique, semblable à la bataille de Glenmalure en 1580 ou celle de la Yellow-Ford en 1598. Selon les Annales des Quatre Maîtres, la victoire est attribuée à l'intercession de la Très Sainte Vierge Marie, et non pas aux armes.
Mais Clifford est trop confiant — un trait de caractère contre lequel Essex l'a déjà mis en garde — et il est évident que les commandants anglais ont appris à leurs dépens l’augmentation de l'efficacité des forces rebelles gaéliques irlandaises.
Le secrétaire principal de la reine, Sir Robert Cecil considère cette défaite (et la défaite simultanée de Harrington à Wicklow), comme les deux coups les plus lourds subis par les Anglais en Irlande et il cherche à faire porter indirectement le chapeau à Essex. Cette victoire place O'Donnell et O'Neill à l'abri de toute menace du côté de Connacht et elle rend aussi toute attaque au sol à Armagh hautement improbable, un facteur qui pèse lourd pour Robert Devereux, comte d'Essex, quand il marche vers le nord plus tard dans l'année et décide d'une trêve avec O'Neill.
En août 1602, le Pass Curlew est le théâtre de la dernière victoire remportée par les rebelles gaéliques pendant la guerre, quand une force anglaise est à nouveau désorganisée et battue avec de lourdes pertes. Cette fois, les rebelles sont commandés par Rory O'Donnell (et avec lui, O'Connor), qui a commandé 400 mousquetaires.

## De nos jours
Aujourd'hui, le champ de bataille au col de Curlew est dominé par une sculpture impressionniste de Maurice Harron (en) appelée The gaelic Chieftain et inaugurée en 1999.